# Шест надгробних споменика, Чератско гробље и гробље на Магарчевом брегу
Шест надгробних споменика на Чератском гробљу и гробљу Магарчевом брегу представљају целину која је проглашена непокретним културним добром као споменик културе, а налазе се у Сремским Карловцима.

## Опште информације
На Чератском гробљу су сахрањени Милан Будисављевић (1874—1982), професор Карловачке гимназије, народни посланик, уредник „Бранковог кола“ и књижевник, Стеван Лазић (1830—1901), директор Карловачке гимназије, правник, публициста, песник и преводилац Хорација и Јован Симеоновић Чокић (1852—1923), публициста, преводилац и песник, један је од поборника словенског и југословенског заједништва.
На гробљу на Магарчевом брегу су сахрањени Ђорђе Красојевић (1852—1923), адвокат, ратни добровољац у рату са Турцима 1876. године. Омладински лидер и велики борац за српску аутономију у Угарској, Јован Живановић (1841—1926), професор Карловачке гимназије и богословије, филолог по струци. Написао више уџбеника из своје области за школе. Далеко познатији као пчелар, иноватор у пчеларству и покретач пчеларске библиотеке код наших народа и Петар Марковић (1875—1904), професор новосадске гимназије, историчар по струци. Члан књижевног одељења Матице српске и један од лидера покретача тзв. организације младих интелектуалаца за препород Срба у Угарској. Припадао млађем научном кадру на прелому века, а написао је и књигу о односима Срба и Мађара у средњем веку, као и већи број разних студија из области етнологије и географије.